# Japanische Fußball-Regionalligen

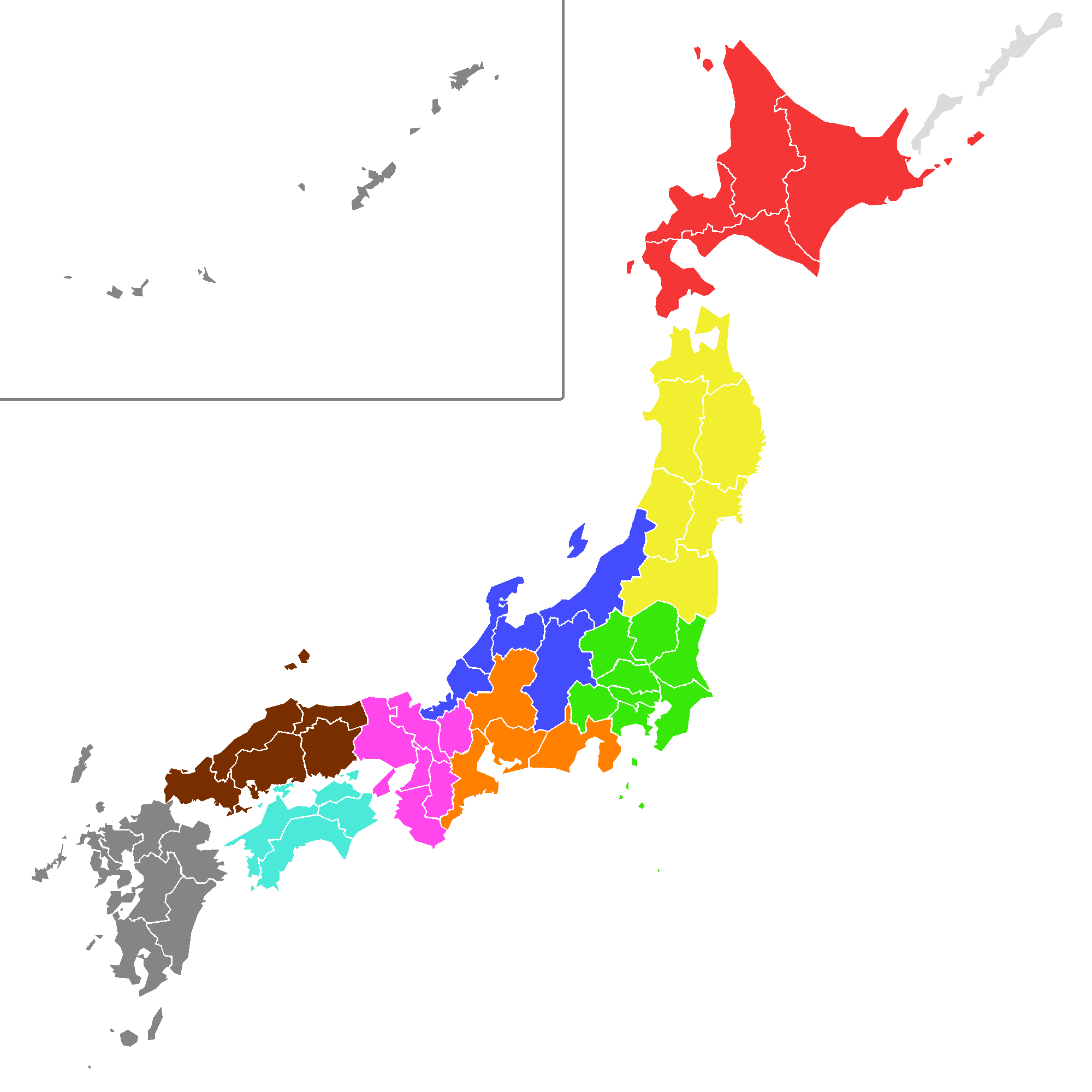
Regionalligen:
Hokkaidō
Tōhoku
Kantō
Hokushin’etsu
Tōkai
Kansai
Chūgoku
Shikoku
Kyūshū

Die japanischen Fußball-Regionalligen (jap. 地域リーグ, Chiiki Rīgu) sind eine Gruppe von neun parallel ausgetragenen japanischen Fußballligen. Sie sind auf der fünften und sechsten Stufe der japanischen Ligenpyramide direkt unterhalb der Japan Football League angesiedelt.

## Geschichte
Die ersten Regionalligen nahmen, kurz nach der Gründung der Japan Soccer League, 1966 in den bevölkerungsreichen Regionen Tōkai und Kansai bzw. 1967 in Kantō ihren Spielbetrieb auf. Im Laufe der 1970er Jahre folgten nach und nach die übrigen sechs Regionen (Chūgoku und Kyūshū 1973, Hokushin’etsu 1975, Tōhoku und Shikoku 1977, Hokkaidō 1978).
Durch die zunehmende Popularität des Fußballs in Japan nahmen auch die Staffelstärken langsam zu. Waren zu Beginn der 1970er Jahre in den bereits bestehenden Regionalligen acht Mannschaften die Regel, hatte sich die Zahl der Mannschaften zehn Jahre später in den bevölkerungsreichen Regionen Zentraljapans (Hokushin’etsu, Kansai, Kantō und Tōkai) auf zehn erhöht. Dieser Trend hält bis in die heutige Zeit an, auch wenn sich die einzelnen Regionalligen unterschiedlich entwickeln.
So führte Hokkaidō zur Saison 1989 als erste Region eine zweistufige Regionalliga mit zunächst zehn Mannschaften in der ersten Division und vier Mannschaften in der zweiten Division ein; diese Konstellation pendelte sich nach ein paar Jahren zunächst auf je acht Mannschaften pro Division ein, bevor zunehmende Abmeldungen bis 2003 zur Rückbesinnung auf eine einzige Division mit acht Mannschaften führten. Auch in Tōhoku fügte man zur Saison 1997 der bestehenden ersten Division mit acht Mannschaften eine zweigeteilte zweite Division mit zunächst je sechs Teams hinzu. Einen etwas anderen Weg beschritt man in Tōkai, wo die mit der Zeit auf sechzehn Mannschaften angewachsene Spielklasse zur Saison 2002 auf zwei Divisionen zu je acht Teams aufgeteilt wurde. In Kantō, Hokushin’etsu und Kansai schließlich erweiterte man die bestehenden Ligen mit zehn Mannschaften um sechs weitere und teilte die nun sechzehn Teams ebenfalls auf zwei Divisionen auf.
Dieses Setup innerhalb der einzelnen Regionen hat bis heute Bestand, lediglich die Anzahl der Mannschaften hat sich weiterhin erhöht. In den Regionalligen der Regionen Tōhoku, Kantō, Shūgoku und Kyūshū spielen momentan in allen Divisionen je zehn Mannschaften, die Divisionen der übrigen Regionen bestehen aus acht Mannschaften.

## Auf- und Abstiegsregelungen
Allen Regionen gemeinsam ist, dass der Aufstieg in die Japan Football League nur über eine national ausgetragene Finalrunde bewerkstelligt werden kann. Teilnahmeberechtigt an dieser sind die neun Regionalmeister sowie drei weitere Vereine, die sich entweder über den japanischen Amateurpokal qualifizieren oder, falls sich unter den Halbfinalteilnehmern mehr als ein Regionalmeister befinden sollte, direkt vom japanischen Verband vorgeschlagen werden. Diese zwölf Mannschaften spielen zunächst eine Vorrunde in drei Gruppen, aus der sich die Gruppensieger sowie der beste Zweitplatzierte für die Endrunde qualifizieren; je nach Verfügbarkeit von freien Plätzen in der Japan Football League steigen die besten Mannschaften in diese auf.
Zurzeit erfolgt ein Abstieg aus der Japan Football League in die Regionalligen nur dann, wenn sich in ersterer am Ende einer Saison weniger als zwei Mannschaften für die J3 League qualifiziert haben. Die absteigenden Mannschaften werden dann gemäß ihrer Regionszugehörigkeit eingegliedert.
Die Anzahl der Absteiger aus den Regionalligen und die Bestimmung derselben variiert von Region zu Region. Neben den direkten Abstieg der zumeist beiden Tabellenletzten der untersten Divisionen kann es in einigen Regionen auch Relegationsspiele mit den untergeordneten Präfekturligen geben.

## Aktuelle Saison (2016)
Die nachstehende Tabelle zeigt den offiziellen Namen, die aktuellen Staffelstärken sowie die Zuordnung zu den Präfekturen für jede Regionalliga. Die Regionen des japanischen Fußballs sind dabei vor allem in der Mitte des Landes nicht mit der sonst üblichen Einteilung identisch.
| Region                          | Gründungsjahr | Mannschaften   | Mannschaften        | Zugehörige Präfekturligen                                                     |
| ------------------------------- | ------------- | -------------- | ------------------- | ----------------------------------------------------------------------------- |
| Hokkaidō Soccer League          | 1978          | 8              | 8                   | Blockligen (Sapporo, Zentralhokkaidō, Osthokkaidō, Südhokkaidō, Nordhokkaidō) |
| Tōhoku Shakaijin Soccer League  | 1977          | Division 1: 10 | Division 2 Nord: 10 | Aomori, Iwate, Akita                                                          |
| Tōhoku Shakaijin Soccer League  | 1977          | Division 1: 10 | Division 2 Süd: 10  | Miyagi, Yamagata, Fukushima                                                   |
| Kantō Soccer League             | 1967          | Division 1: 10 | Division 2: 10      | Ibaraki, Tochigi, Gunma, Saitama, Chiba, Tokio, Kanagawa, Yamanashi           |
| Hokushin’etsu Football League   | 1975          | Division 1: 8  | Division 2: 8       | Niigata, Toyama, Ishikawa, Fukui, Nagano                                      |
| Tōkai Shakaijin Soccer League   | 1966          | Division 1: 8  | Division 2: 8       | Gifu, Shizuoka, Aichi, Mie                                                    |
| Kansai Soccer League            | 1966          | Division 1: 8  | Division 2: 8       | Shiga, Kyōto, Osaka, Hyōgo, Nara, Wakayama                                    |
| Chūgoku Soccer League           | 1973          | 10             | 10                  | Tottori, Shimane, Okayama, Hiroshima, Yamaguchi                               |
| Shikoku Shakaijin Soccer League | 1977          | 8              | 8                   | Tokushima, Kagawa, Ehime, Kōchi                                               |
| Kyūshū Soccer League            | 1973          | 10             | 10                  | Fukuoka, Saga, Nagasaki, Kumamoto, Ōita, Miyazaki, Kagoshima, Okinawa         |